# Эц хаим (книга)
«Эц хаим» (ивр. עץ חיים‎ — «древо жизни», «живое дерево») — книга по каббале, написанная в 1573 году.

## Авторство
Автор «Эц хаим» — АРИ (Ицхак Лурия Ашкенази (1534—1572) — раввин, иудейский богослов, создавший новое направление в каббале). Но книга появилась благодаря его ученику Хаиму Виталю, который записывал услышанное от своего учителя во время занятий каббалистической группы в Цфате и оформил в книгу.

## Содержание книги
В книге описан причинно-следственный порядок выхода из небытия всего сущего и раскрытия действительности человеку в нашем мире.
Уровень постижения мира АРИ виден из строк в начале книги: «Знай, до начала творения был лишь высший, всё собой заполняющий свет». Описание процесса творения начинается с точки — прежде всего.
Этот фрагмент книги сегодня известен на многих языках как стих АРИ «Древо жизни»

## Значение книги
Этой книгой обозначено начало Луриианской каббалы по имени раскрывшего её миру — Ицхака Лурия Ашкенази (АРИ). До АРИ каббалисты раскрывали в своих книгах развитие действительности от её источника к нашему миру (со стороны постигаемого, светов). АРИ раскрыл методику постижения действительности со стороны постигающих её душ (то есть келим или сосудов постижения)

## Комментарии на книгу
В 1936 г. Бааль Сулам издал новый учебник по Каббале «Талмуд эсэр сфирот», который является комментарием на Книгу «Эц Хаим».